# Ǫ (буква индейских алфавитов)
Ǫ, ǫ (O с огонэком) — буква расширенной латиницы, использующаяся преимущественно в индейских языках

## Использование
Используется в западно-апачском, мескалеро-чирикауанском апаче, крикском, дадиби, гвичин, навахо, кайюга, догриб, где обозначает носовую гласную [õ] или [ɔ̃].
Использовалась в древнескандинавском языке.
Также используется в Рейнской документе, где обозначает звук [ɔ], некоторых транскрипциях старославянского (носовой гласный заднего ряда), праславянского (огублённый гласный непереднего ряда) и народной латыни.